# Conclave de 1958
Le conclave de 1958 a élu le pape Jean XXIII en remplacement de Pie XII.

## L'élection de Jean XXIII

### Composition du conclave
Le règne de Pie XII avait été très long (19 ans) et marqué par une centralisation progressive du pouvoir. Les cardinaux souhaitaient donc à la fois rompre avec le style de gouvernement imposé par feu Pie XII et marquer un temps de réflexion face aux changements amorcés dans l'Église.
Le sacré collège avait été largement renouvelé depuis 1939. En seulement deux consistoires (en 1946 et 1953), Pie XII avait créé 43 cardinaux qui lui survécurent ; 12 autres avaient été créés avant la Seconde Guerre mondiale par son prédécesseur, Pie XI. Cependant, avec 55 membres, le Sacré Collège était loin d’être au complet (il pouvait en principe compter jusqu’à 70 membres depuis la réforme de Sixte V) et plusieurs archevêchés ordinairement dirigés par des cardinaux étaient en attente du consistoire de 1958 que Pie XII préparait au moment de son décès, comme Milan (Giovanni Battista Montini), Philadelphie (John Francis O'Hara), Boston (Richard James Cushing), Vienne (Franz König), Westminster (William Godfrey), Montevideo (Antonio María Barbieri), Naples (Alfonso Castaldo), Bordeaux (Paul Richaud), etc. Des personnalités importantes de la curie ou de l'Église n'avaient pas été créées cardinaux, en particulier Domenico Tardini qui, comme Montini, aurait été pu être papable.
Deux cardinaux moururent entre l'annonce du décès du pape et l'ouverture du conclave. Deux autres, József Mindszenty et Alojzije Stepinac, ne purent pas se rendre à Rome en raison des restrictions de voyage imposées par les régimes communistes. Il n'y eut donc que 51 cardinaux présents au conclave. Le nombre de voix pour obtenir l'élection par la majorité des deux tiers était donc de 35.

### Les papables
Aucune personnalité ne s'imposait à la fin du long pontificat. Contrairement à Pacelli au conclave précédent (ou d'ailleurs Montini au suivant), il n'y avait pas de « successeur » clairement pressenti par le pape précédent, et les personnalités de la curie étaient assez affirmées. C'est peut-être ce qui explique la longueur inhabituelle du conclave. Parmi les conservateurs, en dehors du strict camerlingue, Benedetto Aloisi Masella, on citait Alfredo Ottaviani (sans doute trop marqué à droite), et Giuseppe Siri (conservateur de la nouvelle génération qui n'avait que 52 ans, ce qui faisait dire que s'il était élu on n'aurait pas un Saint Père, mais un Père Éternel). On citait aussi comme papable Ernesto Ruffini, Valerio Valeri, parfois Eugène Tisserant et, surtout, le patriarche arménien de Cilicie, Grégoire-Pierre XV Agagianian (non italien et symbolique d'un intérêt pour l'Europe de l'Est). Du côté des libéraux, Giacomo Lercaro, archevêque de Bologne, semblait trop imprévisible, tandis que le populaire archevêque de Milan Giovanni Battista Montini n'était pas cardinal (mais aurait eu plusieurs partisans comme Roncalli qui avait dit en 1955 qu'il aurait voté pour lui s'il avait été cardinal). L'Osservatore Romano avait fait passer trente biographies à la presse, parmi lesquelles se trouvait celle de Roncalli qui, comme tous les patriarches de Venise, était considéré comme papable sans être un des favoris.

### Les votes
Le conclave se tint du 25 au 28 octobre à la chapelle Sixtine, au Vatican. Il suffisait de 35 voix pour élire le pape. Toutefois, l'accord sembla difficile à faire.
Il semble que le conclave ait été d'abord bloqué entre conservateurs (Aloisi Masella soutenu par la curie d'Ottaviani) et progressistes ; Roncalli aurait eu 20 voix et Agagianian 18, Montini ayant eu deux voix alors qu'il n'etait pas cardinal. Le Sacré Collège aurait hésité plusieurs tours entre Agagianian, 63 ans symbolique d'une ouverture à l'Est, solution soutenue par les anticommunistes, et Roncalli avec une allure populaire et pastorale. D'après Roncalli, leurs noms auraient été « un coup au-dessus, un coup au-dessous ».Tisserant chercha alors un pape de transition permettant la relève des générations (arrivée de Montini ou affirmation de Siri) : le vieil Elia Dalla Costa, l’archevêque antifasciste et anticommuniste de Florence, ne pouvant pas être élu, il aurait proposé Masella qui aurait eu 18 voix sans pouvoir entamer le crédit d'Agagianan et ne pouvant pas défaire le bloc de soutien à Roncalli.
Les cardinaux français auraient pesé pendant tout le scrutin pour que l'ancien nonce à Paris soit élu. 
L'influence de Tisserant dans la curie était forte mais il ne put faire converger les votes de la curie divisés entre Agaganian et Masella. C'est finalement Ottaviani qui aurait fait converger les votes de la curie sur le nom de Roncalli escomptant le maintien de Tardini à la secrétairerie d'Etat.
Après trois jours de délibération et dix tours de scrutin infructueux, le choix se porta le 28 octobre 1958 sur le cardinal Roncalli avec, semble-t-il[réf. nécessaire], 38 voix sur 50. Quoique cité dans des cercles restreints avant l'élection (le patriarche de Venise était traditionnellement papable, comme l'avait été Pie X), sa désignation était tout de même inattendue et fut une surprise. Selon la tradition, le bruit courut que lui-même ne s'y attendait pas (il avait un billet retour en train pour Venise dans sa poche, comme Pie X en 1903), même si des éléments de correspondance montrent qu'il envisageait l'éventualité de son élection.[réf. nécessaire]
À 77 ans, il apparut aux observateurs comme un pape de transition idéal. Il choisit d'ailleurs le nom du précédent pape ayant porté le prénom de Jean, Jean XXII, qui avait également été élu pour faire transition, et déclara lui-même, lors de sa prise de possession de la basilique du Latran le 23 novembre 1958 : « nous n'avons pas le droit de voir une longue route devant nous ». Diplomate (nonce en Bulgarie, Turquie et France), il était d'origine modeste et rurale, chérissait son activité pastorale et faisait preuve d'un tempérament bonhomme. Patriarche de Venise comme l'était Pie X auquel son profil l'apparentait, il était une assez belle illustration de l'adage selon lequel après un pape long, il faut un pape rond (alternance entre des papes aristocratiques et intellectuels, comme Léon XIII, Benoit XV ou Pie XII, et des pasteurs robustes tels Pie X ou Pie XI).

### Le choix du nom Jean
Roncalli, après avoir accepté l'élection, devait choisir son nom de pontife. Il déclara : « Nous choisissons Jean, un nom qui nous est doux parce qu'il est celui de notre père, doux parce qu'il est celui de l'humble église paroissiale où nous avons été baptisé, et le nom solennel de nombre de cathédrales érigées à travers le monde dont notre propre basilique, et nous aimons le nom de Jean parce qu'il nous rappelle Jean le Baptiste, précurseur de Notre-Seigneur, et l'autre Jean, le disciple et évangéliste. Peut-être pouvons-nous, en prenant le nom de cette série de saints-pères, recevoir quelque chose de leur sainteté et de leur force d'esprit, même, si Dieu le veut, dans la sanctification. » Une certaine confusion régna alors pour savoir s'il devait s'appeler Jean XXIII ou Jean XXIV en raison du statut incertain de plusieurs antipapes, dont un autre Jean XXIII au moment du Grand Schisme d'Occident, mais il insista pour que l'on close le débat en se faisant nommer Jean XXIII.[réf. nécessaire]
Il remit sa barrette rouge au secrétaire du conclave (Alberto di Jorio), ce qui parut être la promesse d’en faire prochainement un cardinal, renouant avec l'usage abandonné depuis Benoit XV. Une fumée incertaine, puis blanche, annonça à la foule importante massée place Saint-Pierre son élection que Nicola Canali proclama. Il apparut au balcon de Saint-Pierre pour bénir la foule, dans une chasuble trop étroite (il s'était trompé de taille, ayant pris la taille médium, alors que trois tailles étaient prévues et que la taille large avait d'ailleurs été faite d'après ses mesures).
Il fut couronné le 4 novembre.
Dès le début de son pontificat, Jean XXIII mit l'accent sur l'aspect pastoral de sa charge. C'est ainsi qu'il fut le premier, depuis Pie IX, à quitter le Vatican après son élection, ce qui lui permit d'assumer pleinement son titre d'évêque de Rome, souvent négligé par ses prédécesseurs. Il prit solennellement possession de la basilique Saint-Jean du Latran et visita les paroisses romaines.

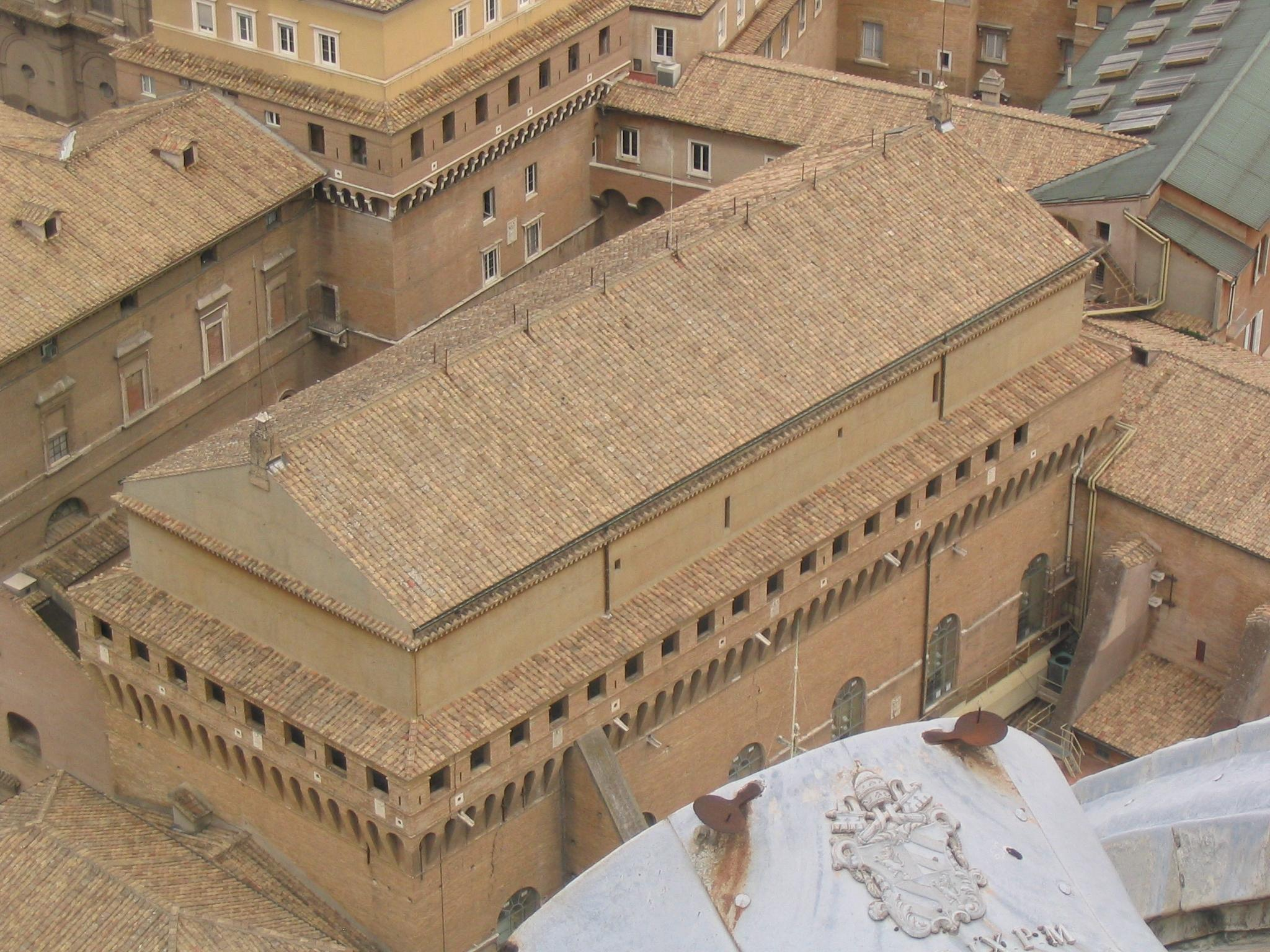
Chapelle Sixtine, lieu du conclave de 1958

## Polémiques sur le conclave
Il est fait état de deux rumeurs sur ce conclave. L'une concerne  Montini, l'autre Giuseppe Siri.
Giovanni Battista Montini était un des membres de la curie romaine en vue dans les années 1930 et 1940. Pie XII n'avait pas de secrétaire d'état mais Montini en faisait fonction. En 1952, Pie XII annonça qu'il aurait souhaité le nommer cardinal, avec son autre principal collaborateur Tardini, mais qu'ils avaient refusé (peut-être que le refus de Domenico Tardini, de faible santé, imposa celui de Montini). Pie XII écarta ensuite Montini de la curie en le nommant en 1954 à Milan. Il ne le consacra pas lui-même. Pie XII étant malade, c'est le cardinal Eugène Tisserant qui le fit, avec un message du pape diffusé lors de la cérémonie.
Il est dit que Montini aurait eu un certain nombre de voix au conclave (qui peut désigner un non cardinal) et que l'opposition virulente de Siri et des conservateurs aurait joué en faveur d'une solution de transition, à savoir Roncalli. Par la suite, Montini et Tardini furent créés cardinaux par Jean XXIII en haut de la liste du consistoire de 1958, ce qui valut à Montini de célébrer la messe d'inauguration du nouveau pontificat. Montini apparut lors de la seconde session du concile comme le successeur potentiel de Jean XXIII et fut élu à son décès en 1963.
D'autre part, des groupes très minoritaires opposés aux réformes ultérieures inspirées par Jean XXIII, les sédévacantistes, ont avancé que son élection était invalide. Pour soutenir leur théorie, ils ont voulu mettre en doute la catholicité du nouveau pape, répandant la rumeur de son appartenance à une loge maçonnique. Parmi eux, un nombre encore plus réduit avance également que le pape véritablement élu aurait été le cardinal Giuseppe Siri au troisième tour de scrutin. Selon eux, le cardinal aurait eu le temps de choisir le nom de Grégoire XVII, mais aurait été obligé de se retirer par craintes de pogroms anti-catholiques dans le Bloc soviétique. Même si le cardinal a pleinement reconnu la légitimité de Jean XXIII et de ses successeurs, et signé et mis en application toutes les décisions du Concile, plusieurs prêtres, ainsi que le père Malachi Martin, prétendirent toujours qu’ils avaient été informés de la décision de Siri de changer d’avis et de renoncer à la papauté.